# Hooligans
Hooligans — сьома збірка англійської групи The Who, яка була випущена у вересні 1981 року.

## Композиції
1. I Can't Explain - 2:05
2. I Can See for Miles - 4:02
3. Pinball Wizard - 3:00
4. (Nothing Is Everything) Let's See Action - 3:56
5. Summertime Blues - 3:23
6. The Relay - 3:28
7. Baba O'Riley - 5:01
8. Behind Blue Eyes - 3:40
9. Bargain - 5:32
10. The Song Is Over - 6:11
11. Join Together - 4:21
12. Squeeze Box - 2:41
13. Slip Kid - 4:30
14. The Real Me - 3:21
15. 5:15 - 4:50
16. Drowned - 5:06
17. Had Enough - 4:29
18. Sister Disco - 4:20
19. Who Are You - 6:21

## Склад
- Роджер Долтрі — вокал
- Джон Ентвістл — бас гітара, бек-вокал;
- Кенні Джонс — ударні
- Піт Таунсенд — гітара, синтезатори, фортепіано